# Генс, Инна Юлиусовна
Инна Юлиусовна Генс (также Генс-Катанян, 23 сентября 1928, Тарту, Эстония — 21 сентября 2014, Москва) — советский и российский киновед, лауреат японской премии им. Кавакита.

## Биография
Родилась 23 сентября 1928 года в Тарту в семье адвоката и библиофила Юлиуса Генса и его жены Берты, урождённой Мальтинской. Брат Лёва был старше её на шесть лет. За детьми присматривала гувернантка, дочь обедневшего прибалтийского барона фрейлейн Бэлендорф. Осенью 1934 года семья переехала в Таллин, где отец стал представителем шведского спичечного треста The Timber Company в Эстонии. Инна Генс училась в гимназии Эльфриде Лендер, одном из лучших эстонских женских учебных заведений. После установления советской власти в Эстонии из-за роста антисемитских настроений в гимназии перевелась в еврейскую школу, где учился её брат. Сдав дела шведской компании, отец поступил научным сотрудником в Художественный музей. Выросший и воспитанный на русской культуре, он принял советскую власть. С началом войны ему предписали отправиться в тыл. Семья была эвакуирована в Ташкент, где отец устроился в отдел редких книг Публичной библиотеки. В столице Узбекской ССР Инна выучила русский язык. В конце 1944 года семья вернулась в Таллин.
В 1946 году Инна Генс поступила на восточный факультет Ленинградского государственного университета, который окончила в 1951 году. В марте 1951 года в ходе кампании по борьбе с космополитизмом был арестован её отец, вскоре после этого мать, не выдержав напряжения, покончила жизнь самоубийством. В ноябре 1951 года тяжело больного отца выпустили из тюрьмы на поруки. Он умер в феврале 1957 года.
В 1951–1959 годах Инна Генс работала в Государственной библиотеке ЭССР. Затем уехала в Москву и поступила в аспирантуру Института истории искусств (ныне Государственный институт искусствознания), выбрав своей специальностью японское кино. Выучила японский язык, уже владея русским, эстонским, английским, немецким, французским и немного фарси.
В 1966 году защитила диссертацию на соискание учёной степени кандидата искусствоведения по теме «Японское независимое кино». До 1991 года работала научным сотрудником Института искусствознания.
Публиковалась с 1959 года. Автор ряда книг и статей, посвящённых японскому кинематографу.
В 1963 году вышла замуж за режиссёра-документалиста Василия Катаняна. На протяжении 20 лет общаясь с его мачехой Лилей Брик, разбирая затем её архив, читая её дневники, постигала нюансы жизни Владимира Маяковского. Их дом (они жили в квартире Лили Брик на Кутузовском проспекте) стал символом гостеприимства. Там познакомились Майя Плисецкая и Родион Щедрин. Там ощущал себя абсолютно родным человеком опальный Сергей Параджанов. Там не раз бывали в гостях Ив Сен Лоран, Франсуаза Саган, Андрей Тарковский, Александр Галич, Людмила Гурченко и многие другие. Вместе с мужем систематизировала и сохранила обширные материалы из архива Лили Брик. После его смерти передала многие документы и вещи, принадлежавшие Владимиру Маяковскому, в Российский государственный архив литературы и искусства и в Литературный музей «на хранение», как указано в акте передачи. Инна Генс успела издать книгу мужа «Лоскутное одеяло», переписку сестер Лили Брик и Эльзы Триоле, свои мемуары «Дома и миражи». Она также подготовила книгу писем Василия Катаняна с его матерью – образец эпистолярного жанра прошлого века.

## Правонаследники
- Юлия Генс (Julia Gens)[5]